# SN 2007qf
SN 2007qf – supernowa typu Ia odkryta 21 października 2007 roku w galaktyce A221503-0020. W momencie odkrycia miała maksymalną jasność 22,00m.